# Columella (archeologia)

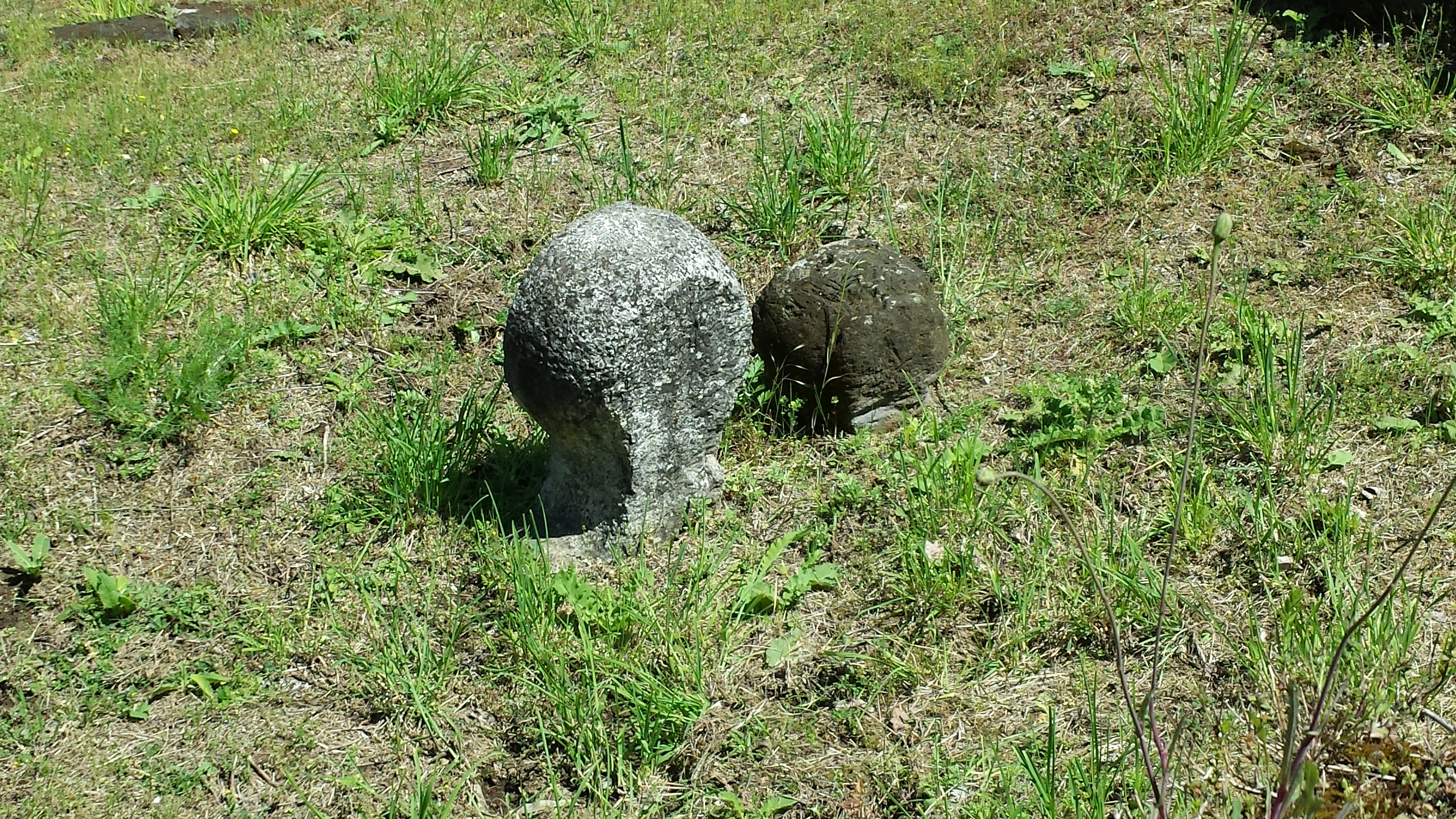
Columelle presso la necropoli di Pizzone (Nocera Superiore)

La columella è una stele o cippo funerario litico in uso tra epoca sannita ed epoca romana nella Valle del Sarno.

## Descrizione
Le columelle sono un tipo specifico di segnacolo funerario presente nell'area della Valle del Sarno. Si caratterizzano per la forma emisferica (la parte anteriore è piatta mentre la parte posteriore è generalmente globulare). Cronologicamente si attestano tra il II secolo a.C. (epoca sannita) e il periodo romano (I secolo d.C.).
Si tratta di un cippo funerario di forma antropomorfa stilizzata che rappresenta un collo e una testa (similmente al cippo etrusco). Durante le fasi più antiche, le columelle furono realizzate in pietra lavica, calcare e tufo grigio (tipi litici comuni dell'area di produzione). A partire dall'età augustea per la loro produzione comincia a essere utilizzato anche il marmo lunense.
Come dimostrano gli esempi presenti nelle necropoli di Nuceria Alfaterna, Pompei, Stabia, Sorrento, Ercolano, Sarno e Salerno (in pratica tutto il territorio della Lega sannitica meridionale, che faceva capo alla città di Nuceria), erano collocate in pertinenza di grandi monumenti funerari (raramente isolate). Sulla parte anteriore (piatta) era spesso inciso il nome del defunto mentre sulla parte retrostante era talvolta presente un accenno di acconciatura (soprattutto negli esemplari di tipo femminile).